# بازداشت‌شدگان خیزش ۱۴۰۱ ایران
بازداشت‌شدگان خیزش ۱۴۰۱ ایران به بازداشت‌شدگان در پی این خیزش اشاره دارد. از سرنوشت بسیاری از بازداشت‌شدگان اعتراضات اطلاعی در دست نیست. موج بازداشت شهروندان معترض، فعالان مدنی، سیاسی، دانشجویان و روزنامه‌نگاران با گسترده‌تر شدن دامنه اعتراضات آغاز و تا آبان ۱۴۰۱ نیز ادامه داشته و همچنان به آمار بازداشت‌شدگان افزوده می‌شود.

## آمار
حکومت جمهوری اسلامی هیچ‌گاه آمار واقعی کشته‌شدگان و زخمیان و بازداشت‌شدگان را مشخص نمی‌کند. مردم حتی از سرنوشت بازداشت‌شدگان اطلاع چندانی ندارند.
«کمیته پیگیری وضعیت بازداشت‌شدگان» توانسته‌است اسامی بیش از ۱۶۰۰ نفر از بازداشت‌شدگان این اعتراضات را از ۲۵ شهریور تا ۲۰ آبان ثبت کند. معترضان از ۱۲۵ شهر ایران هستند که شامل ۹۶۹ شهروند عادی (از جمله ۶۵ کودک زیر ۱۸ سال)، ۳۹۳ دانشجو، ۱۴۵ فعال مدنی، ۴۲ روزنامه‌نگار، ۴۰ فعال سیاسی، ۳۸ فعال حقوق زنان و ۲۶ وکیل دادگستری هستند.

### تا ۲۷ آبان
بنا به گزارش بعضی منابع رسمی، علاوه بر زخمی شدن بیش از ۸٫۰۰۰ هزار نفر (آمار فقط یک استان)، دست‌کم ۶۰٫۰۰۰ تن، از جمله، ۷۰۸ دانشجو و نیز ۷۳ خبرنگار و روزنامه‌نگار بازداشت شده‌اند.

## وضعیت
خانواده‌های بازداشت‌شدگان با وجود پیگیری، از سرنوشت، مکان نگهداری و اتهامات مطروحه علیه بازداشت‌شدگان اطلاعی ندارند.
زنان بازداشت شده توسط مأموران به روش‌های گوناگون مانند استفاده از داروهای آرام‌بخش بدون تجویز، روشنایی دائم چراغ‌ها و نیز لخت‌شدن در مقابل دوربین… مورد آزار قرار گرفته‌اند.

## درخواست نمایندگان مجلس برای اعدام بازداشت‌شدگان
در ۱۵ آبان ۱۴۰۱، ۲۲۷ نفر از نمایندگان مجلس شورای اسلامی در بیانیه‌ای در خطاب به قوه قضائیه و با محارب خواندن معترضان در ایران، خواستار قصاص (اعدام) معترضان شدند. تعداد معترضان بازداشت‌شده تا ۲۷ آبان ۱۴۰۱ دست‌کم ۶۰٫۰۰۰ نفر است.

## تجاوز
شبکه سی‌ان‌ان در گزارشی تحقیقی نیروهای جمهوری اسلامی را به خشونت و آزار جنسی معترضان ایرانی در بازداشتگاه‌ها متهم کرد. نویسندگان این گزارش می‌گویند گزارش‌های متعددی از خشونت جنسی علیه معترضان در ایران دریافت کرده و روایت‌های بسیاری از این قربانیان خشونت جنسی را شنیده‌اند که دست‌کم یک مورد آن شرح تجاوز به پسری نوجوان است و یک قربانی دیگر نیز به شدت مجروح شده.

## کودکان و نوجوانان
برخی منابع از محاکمه ۱۰ نوجوان زیر ۱۸ سال به اتهام محاربه و «افساد فی‌الارض» توسط دادگاه انقلاب کرج خبر دادند. وکیلان تعیینی آن‌ها از سوی دادگاه، پذیرفته نشده‌اند. در قانون مجازات اسلامی، کیفر محارب، به‌صلیب‌کشیده‌شدن (اعدام)، قطع دست راست و پای چپ (یا بر عکس) یا تبعید است.

## صدور حکم اعدام
تنها با گذشت ۳ ماه از شروع اعتراضات پس از کشته‌شدن مهسا امینی، بیش از ۱۸ پرونده محاربه و فساد فی‌الارض علیه معترضان تشکیل شده که در این پرونده‌ها بیش از ۴۴ معترض، به محاربه، فساد فی‌الارض و مقابله با حکومت متهم یا به اعدام محکوم شده‌اند. همچنین برای ۴ نفر از محکومان حکم اعدام اجرا شده‌است.

### بازداشت‌شده‌های در خطر اعدام
- امیرمهدی جعفری
- سامان یاسین
- محمد بروغنی
- بهراد حصاری
- میلاد آرمون
- پرهام پروری
- شایان چارانی
- ماهان صدرات مدنی
- محسن رضازاده قراقلو
- رضا آریا
- سعید شیرازی
- حسین محمدی
- محمدامین اخلاقی
- سهند نورمحمدزاده
- امیررضا نصرآزادانی
- توماج صالحی
- حمید قره‌حسنلو
- مهدی محمدی فرد

### اعدام شدگان
- محسن شکاری (اعدام در ۱۷ آذر ۱۴۰۱)
- مجیدرضا رهنورد (اعدام در ۲۱ آذر ۱۴۰۱)
- محمدمهدی کرمی (اعدام در ۱۷ دی ۱۴۰۱)
- سید محمد حسینی (اعدام در ۱۷ دی ۱۴۰۱)
- صالح میرهاشمی (اعدام در ۲۸ اردیبهشت ۱۴۰۲)
- سعید یعقوبی (اعدام در ۲۸ اردیبهشت ۱۴۰۲)
- مجید کاظمی (اعدام در ۲۸ اردیبهشت ۱۴۰۲)
- میلاد زهره‌وند (اعدام در ۲ آذر ۱۴۰۲)
- محمد قبادلو (اعدام در ۳ بهمن ۱۴۰۲)
- رضا رسایی (اعدام در ۱۶ مرداد ۱۴۰۳)
- مجاهد کورکور ( اعدام در ۲۱ خرداد ۱۴۰۴)
- مهدی حسنی ( اعدام در ۵ مرداد ۱۴۰۴)
- بهروز احسانی اسلاملو ( اعدام در ۵ مرداد ۱۴۰۴)

- امیر نصرآزادانی، او در روزهای پایانی آبان ۱۴۰۱ در اصفهان بازداشت شد. در جریان پرونده مربوط به کشته شدن اسماعیل چراغی، سرهنگ نیروی انتظامی و دو بسیجی به نام‌های محمدحسین کریمی و محسن حمیدی برای او حکم اعدام با اتهام «محاربه» صادر شده‌است.[۳۸]
- پرویز برومند، دروازه‌بان پیشین تیم ملی فوتبال ایران و تیم استقلال تهران در ۲۴ آبان ۱۴۰۱ پس از حضور در جمع معترضان در غرب تهران بازداشت شد.[۳۹][۴۰]
- کاوه رضایی، بازیکن پیشین تیم ملی فوتبال ایران و تیم تراکتور در ۷ مهر ۱۴۰۱ به اتهام «تشویق به اغتشاش» و «حمایت از گروه‌های تجزیه‌طلب» بازداشت شد.[۴۱]
- سروش رفیعی، بازیکن تیم پرسپولیس در ۲۴ آبان ۱۴۰۱ در میدان تجریش بازداشت و ساعاتی بعد آزاد شد. او به‌دلیل دفاع از دختری که مورد حملهٔ نیروهای سرکوب قرار گرفته بود، بازداشت شده بود. رفیعی هنگام بازداشت به‌شدت مورد ضرب و شتم مأموران قرار گرفته و در تمرین روز بعد پرسپولیس حاضر نشده‌است.[۴۲][۴۳]
- حمیدرضا علی‌عسگری، بازیکن سابق تیم فوتبال پرسپولیس پس از انتشار پستی در حمایت از خواسته معترضان بازداشت شده‌است.[۴۴]
- وریا غفوری، بازیکن تیم فوتبال فولاد خوزستان، در ۳ آذر به اتهام «توهین و تخریب تیم ملی فوتبال ایران» و «تبلیغ علیه نظام» بازداشت شد. وی در هفته‌های پیش از بازداشت خود، به‌ویژه پس از سرکوب گستردهٔ مناطق کردنشین ایران، با انتشار مطالبی در شبکه‌های اجتماعی خواستار پایان کشتار کردها توسط نیروهای امنیتی شده‌بود.[۴۵][۴۶]
- حسین ماهینی، بازیکن پیشین تیم ملی فوتبال ایران و کاپیتان سابق پرسپولیس به اتهام «تشویق به اغتشاش» هنگام بازگشت به منزل بازداشت شد.[۴۷][۴۸][۴۹] مأموران اطلاعاتی به منزل ماهینی، بازیکن پیشین تیم ملی و باشگاه پرسپولیس هجوم بردند و هنگامی که ماهینی در خانه نبوده، پس از تفتیش منزلش، لپ‌تاپ، گوشی‌های همراه و تبلت او و خانواده‌اش را توقیف کردند.[۵۰]

## هنرمندان
- نوید افقه، موسیقی‌دان، در ۲۸ آبان ۱۴۰۱ در شیراز بازداشت شد. از نهاد بازداشت‌کننده، دلیل بازداشت و محل نگهداری او اطلاعی در دست نیست.[۵۱]
- شروین حاجی‌پور، خواننده و ترانه‌نویس، پس از خواندن آهنگ «برای…»، که متن این آهنگ از توئیت‌های مردم الهام گرفته بود و در ۲۴ ساعت اول پخش شدن از این موزیک در اینستاگرام حدود ۴۰ میلیون بازدید شد و به همین دلیل، شروین حاجی‌پور به اتهام «تشویق به اغتشاش»، در ۷ مهر ۱۴۰۱ بازداشت شد.[۵۲]
- کتایون ریاحی، بازیگر و نویسنده، در ۲۹ آبان توسط مأموران امنیتی در ویلای خود در یکی از مناطق اطراف قزوین بازداشت شد. وی یکی از نخستین چهره‌های سرشناسی بود که در آغاز اعتراضات سراسری حجاب از سر برداشت.[۵۳]
- محمود شهریاری، مجری سابق صدا و سیما توسط نهادهای امنیتی بازداشت و به مکانی نامعلوم منتقل شده‌است. علت بازداشت وی مشخص نیست. او ویدیویی منتشر و به مردم دربارهٔ «به انحراف کشیده شدن اعتراضات‌شان توسط عده‌ای خاص با اهداف مشخص» هشدار داده بود.[۵۴]
- توماج صالحی، خواننده رپ اعتراضی، در روز ۸ آبان ۱۴۰۱ در استان چهارمحال و بختیاری دستگیر شد.[۵۵][۵۶] دایی توماج به سی‌ان‌ان گفته‌است که وی در زندانی در اصفهان محبوس بوده و مورد شکنجه قرار گرفته‌است.[۵۷] وی به حکم دادگاه انقلاب به محاربه و افساد فی‌الارض، متهم شده و با خطر اعدام روبه‌روست.[۵۸]
- شاهین صمدپور، مستندساز و کارگردان تلویزیون، پس از ساخت مستندی در مورد کشته‌شدن حنانه کیا بازداشت شد. فاطمه دانشور، عضو پیشین شورای شهر تهران و مدیرعامل خیریه مهرآفرین، در حساب کاربری خود در اینستاگرام بازداشت وی را تأیید کرد و نوشت که که وی تا روز یک‌شنبه ۴ دی در زندان اوین بوده‌است. هنوز از دلایل بازداشت و عنوان‌ها اتهامی این مستندساز جزییاتی منتشر نشده‌است.[۵۹][۶۰]
- ترانه علیدوستی، بازیگر، در عصر روز شنبه ۲۶ آذر پس از تفتیش خانه توسط نیروهای امنیتی بازداشت شد، اما هنوز مشخص نیست کدام نهاد امنیتی و به چه اتهامی او را بازداشت کرده‌است.[۶۱]
- هنگامه قاضیانی، بازیگر، در روز یکشنبه ۲۹ آبان با «حکم قضایی» توسط مأموران امنیتی بازداشت شد. دستگیری این بازیگر کمتر از ۲۴ ساعت از زمانی صورت گرفت که او با انتشار ویدئویی بدون حجاب حمایت خود را از مردم ایران اعلام کرده و پیش از آن نیز در یادداشتی در اینستاگرام جمهوری اسلامی را «حکومت بچه‌کش» خطاب نموده بود.[۶۲]
- عماد قویدل، خوانندهٔ رپ سیاسی و اجتماعی، در ۴ آبان ۱۴۰۱ توسط نیروهای امنیتی در محل کارش در رشت بازداشت شد.[۶۳] وی در ۱۴ آبان با انتشار پستی در صفحهٔ رسمی‌اش در اینستاگرام از آزادی خود با قید وثیقه خبرداد.[۶۴]
- سیده زینب موسوی، استندآپ کمدین اهل قم و خالق شخصیت «امپراتور کوزکو»، در روز چهارشنبه ۲۰ مهر ۱۴۰۱ در شهر قم بازداشت شد.[۶۵][۶۶]
- محمود میرزایی، آهنگساز و رهبر ارکستر، در ۱۲ مهرماه در خانه‌اش بازداشت شد و در زندان تهران بزرگ زندانی است. وی یکی از امضاکنندگان «بیانیه جمعی از موسیقی‌دانان مستقل ایران در همبستگی با جنبش آزادی‌خواهی ایران» بود که در ۸ مهر ماه منتشر شد.[۶۷] طبق گزارش‌های رسیده میرزایی در شرایط بسیار بد جسمی و روحی به سر می‌برد. او در طول مدت بازداشت خود به دلیل شرایط بسیار سخت زندان چندین بار به بیماری‌های مختلفی مثل آنفلوانزا مبتلا شده‌است. وی در مدت بازداشت به دلیل عدم دسترسی به لباس گرم دچار سینوزیت شده و ریه‌های او به شدت عفونت کرده‌است. سرفه‌های دردناک، به دلیل شکستگی دنده، و عدم دسترسی به امکانات پزشکی حداقلی شرایط را برای این هنرمند زندانی غیرقابل تحمل کرده‌است. این موسیقی‌دان همچنین به‌دلیل بیماری، شرایط ناگوار حبس در زندان تهران بزرگ و فشار بازجویی‌های طولانی در شرایط روانی سختی قرار گرفته‌است.[۶۸]
- فرحناز ناظری، نقاش و عکاس اهل قائم‌شهر، در ۱۵ آبان ماه توسط نیروهای امنیتی بازداشت شد. وی ابتدا به اطلاعات سپاه و بعد از گذشت ۱۵ روز به زندان قائمشهر منتقل گردید. در مدت بازداشت وی نیروهای امنیتی دوبار به منزل شخصی این هنرمند یورش برده و برخی وسایل شخصی مانند تلفن همراه، لپ‌تاپ و دوربین‌هایش را ضبط کرده و با خود برده‌اند. ناظری با اتهاماتی همچون اغوا و تحریک مردم به جنگ و کشتار با یک‌دیگر به قصد برهم‌زدن امنیت کشور، تشویق مردم به فساد و فحشا و نیز تبلیغ علیه نظام جمهوری اسلامی روبه‌رو است. پیگیری‌های خانوادهٔ وی تاکنون بی‌نتیجه مانده و درخواست وثیقه نیز پذیرفته نشده‌است.[۶۹]
- حمید نیکخواه، هنرمند و گرافیست کرد، در ۲۸ آبان بدون برگه قضایی و عنوان اتهام توسط نیروهای امنیتی در تهران دستگیر و به مکان نامعلومی منتقل شد. تاکنون از علت بازداشت و اتهاماتی که به این شهروند مریوانی نسبت داده‌شده اطلاعی در دست نیست.[۷۰]
- سامان یاسین (صیدی)، خوانندهٔ رپ اهل کرمانشاه در ۱۰ مهر به دست نیروهای امنیتی در منزلش بازداشت شد. خبرگزاری قوه قضائیه در روز ۷ آبان از برگزاری جلسه دادگاه شماری از معترضان بازداشت‌شده از جمله یاسین خبر داد و اعلام کرد که وی به «محاربه» متهم شده‌است. در همان روز رسانه‌های حکومتی تصاویری از اعترافات اجباری وی منتشر کرده و اتهام او را «محاربه» و «اجتماع و تبانی به قصد اقدام علیه امنیت کشور» عنوان کردند. شبکه حقوق بشر کردستان تأکید کرد که منتسب کردن اتهام «محاربه» و پخش اعترافات اجباری، نگرانی خانواده و نهادهای حقوق بشری در خصوص احتمال صدور «حکم اعدام» برای این خواننده رپ و دیگر معترضان بازداشت شده در دادگاه را در پی داشته‌است.[۷۱]
- نیک یوسفی عکاس، فیلمساز و تدوینگر در شب یکشنبه ۲۴ مهر ۱۴۰۱ توسط نیروهای امنیتی بازداشت و به مکان نامعلومی منتقل شد. او از زمان بازداشت خود تنها یک بار امکان تماس کوتاه با پدر خود را داشته‌است و اطلاع دقیقی از محل نگهداری و اتهامات مطرح شده علیه وی در دسترس نیست.[۷۲]
- در ۹ آذر ۱۴۰۱، چند تن از هنرمندان دیگر ایران نیز به‌دست مأموران امنیتی، احضار، بازداشت یا ربوده شدند؛ عهدیه کیانی، بازیگر تلویزیون (بازیگر سریال جیران) ربوده شد؛ فاطمه حبیبی، بازیگر تئاتر، سهیلا گلستانی، بازیگر سینما و تئاتر و نیز صداپیشه (دوبلور)، و حمید پورآذری، کارگردان نوآور، بازداشت شدند؛ علی شادمان، هنرمند سینما و تئاتر و نیز نامزد دریافت سیمرغ بلورین بهترین بازیگر مرد، و سجاد افشاریان، هنرمند سینما و تئاتر و نیز سرپرست نویسندگان برنامه خندوانه، به دادسرای زندان اوین احضار شده‌اند.[۷۳]
- بهراد علی کناری، خوانندهٔ رپ ۲۸ سالهٔ اهل اهواز که در مراسم چهلم حدیث نجفی در کرج بازداشت شد و در ۱۱ آذر به افساد فی‌الارض محکوم شد.[۷۴]

## روزنامه‌نگاران
فدراسیون بین‌المللی روزنامه‌نگاران و سازمان گزارشگران بدون مرز، از دستگیری ۱۹ روزنامه‌نگار خبر دادند. ویدا ربانی، علیرضا خوشبخت، روح‌الله نخعی، ایمان به‌پسند، فاطمه رجبی، احمد حلبی‌ساز، علیرضا جباری دارستانی، فرشید قربانپور، نوید جمشیدی در تهران، مسعود کردپور مسئول آژانس خبری کردپا در ارومیه، مهرنوش طافیان در اهواز، جبار دست‌باز در دیواندره، مرضیه طلایی و علی خطیب‌زاده در سقز، سمیرا علی‌نژاد و بتول بلالی در سیرجان و مجتبی رحیمی در قزوین به دست نهادهای امنیتی بازداشت شده‌اند. کانون حقوق‌بشر ایران در روز چهارشنبه ۶ مهر از بازداشت دست‌کم ۲۰ خبرنگار خبر داد. سایر خبرنگاران بازداشتی عبارتند از:
- مرضیه امیری، خبرنگار روزنامه شرق، دوشنبه ۹ آبان بازداشت و به زندان اوین منتقل شد.[۸۲]
- میلاد علوی، خبرنگار روزنامه شرق ۱۱ دی پس از احضار به دادسرای شهید مقدس، اوین، بازداشت و به بند ۲۰۹ زندان اوین منتقل شد. پیش از بازداشت، مأموران وزارت اطلاعات با حضور در منزل او، اموال و لوازم الکترونیکی او شامل موبایل و لپ‌تاپ او را توقیف کرده بودند.
- مهدی بیک، روزنامه‌نگار و دبیر سرویس سیاسی روزنامه اعتماد در شامگاه پنجشنبه ۱۵ دی بازداشت شد. به گفته همسر او، مأموران امنیتی موبایل، لپ‌تاپ و وسایل مهدی بیک را در جریان بازداشتش ضبط کرده‌اند.[۸۳]
- آریا جعفری، قایقران و نیز عکاس مطبوعاتی با سابقه، بنا بر گزارش انجمن صنفی عکاسان مطبوعاتی ایران در ۳ مهرماه توسط نیروهای امنیتی در منزل شخصی‌اش بازداشت شد.[۸۴] از دلیل بازداشت و مکان نگهداری وی اطلاع دقیقی در دسترس نیست.[۸۵]
- نیلوفر حامدی، روزنامه‌نگار روزنامه شرق، پنجشنبه ۳۱ شهریور ماه با هجوم مأموران امنیتی به خانه‌اش بازداشت و موبایل و لپ‌تاپ او و همسرش ضبط شد. مأموران خانه آن‌ها را نیز تفتیش کردند.[۸۶][۸۷]
- کیانوش سنجری، خبرنگار آزاد و فعال مدنی، در ۲۲ آبان پس از حضور در شعبهٔ ۱ بازپرسی دادسرای زندان اوین بازداشت و به این زندان منتقل شد.[۸۸]
- وحید شادمان، عکاس خبرنگار، در ۵ آبان در قصر شیرین بازداشت شد.[۸۹]
- ماندانا صادقی، روزنامه‌نگار منتقد خوزستانی و فعال سیاسی، در روز چهارشنبه ۲۷ مهرماه بازداشت شد. رضا محمدی از مدیران پتروشیمی آبادان و همسر این روزنامه‌نگار نیز صبح همان روز با خشونت توسط نیروهای امنیتی بازداشت و به مکانی نامعلوم منتقل شد.[۹۰]
- الهه محمدی، خبرنگار روزنامه هم‌میهن که برای پوشش مراسم خاکسپاری مهسا امینی از سقز گزارش داده بود، روز پنجشنبه ۳۱ شهریور بازداشت شد.[۷۷][۹۱] محمدی پس از احضار تلفنی به سوی محل بازجویی در حال حرکت بود که در طی مسیر بازداشت شد.[۹۲]
- نازیلا معروفیان، خبرنگار و فعال رسانه‌ای، ۸ آبان ماه در تهران بازداشت و به زندان اوین منتقل شد.[۹۳][۹۴] او پس از تهدیدات نیروهای امنیتی به دلیل انتشار مصاحبه با پدر مهسا امینی بازداشت شد.[۹۵]
- یلدا معیری، عکاس خبری در جریان اعتراضات سراسری پس از کشته شدن مهسا امینی، دوشنبه در خیابان حجاب ۲۸ شهریور بازداشت شد. وی در فایلی صوتی هنگام بازداشت شرایط بازداشتی‌ها در زندان قرچک را اینچنین روایت کرد: «شرایط ما اینجا بسیار بد است و امنیت جانی نداریم.»[۹۶][۹۷]
- زیبا امیدی فر، روزنامه‌نگار و خبرنگار کردپرس در قروه کردستان روز ۱۶ آذرماه توسط اطلاعات سپاه بازداشت شد. این خبرنگار در حین بازجویی مورد شکنجه روانی قرار گرفته و بر اثر شدت شکنجه به بیمارستان منتقل شد. وی خبرنگار افشاگر فسادهای نهادهای دولتی در قروه بوده‌است که بابت این افشاگریها بارها دادگاهی و محاکمه شده‌است.
- نگین باقری، روزنامه‌نگار که به همراه الناز محمدی در تاریخ ۱۶ بهمن ۱۴۰۱، با دریافت احضاریه و در پی حضور در دادسرای اوین بازداشت شد.[۹۸][۹۹]
- سجاد صادقی، روزنامه‌نگار و مجری سابق رادیو گفتگو در تاریخ ۱۲ مهر ۱۴۰۱ حوالی میدان ولیعصر تهران بازداشت شد.[۱۰۰]

## فعالان اجتماعی و سیاسی
مأموران امنیتی جمهوری اسلامی از روز ۳۱ شهریور در میانه اعتراضات سراسری در ایران تا هم‌اکنون ده‌ها فعال مدنی و سیاسی و مطبوعاتی را بازداشت کردند.
- الهام افکاری، خواهر نوید افکاری، کشتی‌گیر و زندانی سیاسی اعدام‌شده در ایران در روز پنج‌شنبه ۱۹ آبان به همراه همسر و دختر ۳ ساله‌اش بازداشت و به بازداشتگاه اطلاعات (پلاک ۱۰۰) در شیراز منتقل گردید. به گفتهٔ رسانه‌های حکومتی او به علت همکاری با تلویزیون ایران اینترنشنال بازداشت و تفهیم اتهام شده‌است.[۱۰۲][۱۰۳]
- گلرخ ایرایی، فعال مدنی و فعال حقوق بشر، در روز دوشنبه ۴ مهرماه توسط نیروهای امنیتی در منزل خود در تهران بازداشت و به مکان نامعلومی منتقل شد. نیروهای امنیتی در جریان بازداشت اقدام به تفتیش منزل و ضبط برخی از لوازم شخصی وی کردند.[۱۰۴]
- مجید توکلی: محسن توکلی جمعه ۱ مهر در یک پیام توییتری از دستگیری برادرش مجید توکلی خبر داد و نوشت که مأموران امنیتی شبانه «با ایجاد وحشت به خانه ریخته و برادرش را برده‌اند». او افزود، مأموران نامه دادستانی کل را به همراه داشته‌اند اما نگفته‌اند از طرف چه نهادی هستند و تنها گفته‌اند که مجید توکلی را به دادسرای ناحیه ۳۳ می‌برند.[۷۶]
- رها آجودانی: ، زن ترنس و فعال حقوق بشر طی دو بار توسط نهاد های امنیتی ، نخستین بار ۴ آبان ۱۴۰۱ توسط وزارت اطلاعات و دومین بار ۲۶ آذر ۱۴۰۱ در یورش نیرو های امنیتی اطلاعات سپاه به منزلش بازداشت شد.
- محمدرضا جلایی‌پور پژوهشگر اجتماعی، کنشگر مدنی و فعال سیاسی، در مهر ۱۴۰۱ بازداشت شد.[۱۰۵]
- هانیه دائمی خواهر آتنا دائمی به همراه همسرش حسین فاتحی در خانه خود توسط مأموران امنیتی بازداشت شده و به مکانی نامعلوم برده شده‌اند.[۷۶]
- دنیا راد، منشی صحنه و کنشگر مدنی که عکسی از خود در حال نافرمانی مدنی و خوردن صبحانه بدون حجاب در یک قهوه‌خانه منتشر کرد. این عکس با اشتراک فراوان کاربران در اینترنت همه‌بین شد و به همین سبب یک روز پس از آن وی توسط نهادهای امنیتی دستگیر شد.[۱۰۶]
- حسین رونقی، وبلاگ‌نویس و فعال مدنی، در ۲ مهر به همراه وکلای خود میلاد پناهی‌پور و سعید جلیلیان به دادسرای اوین مراجعه کردند و پس از ضرب و جرح توسط مأموران در مقابل دادسرا بازداشت و به زندان برده شدند. رونقی از همین تاریخ اعتصاب غذای خود را آغاز کرد.[۱۰۷][۱۰۸]
- زهرا زارع سراجی، فعال مدنی و زندانی سیاسی سابق، در ۲۴ مهر توسط نیروهای امنیتی در منزل شخصی خود بازداشت شد. مأموران ضمن تفتیش منزل برخی از وسایل وی را ضبط کرده و با خود بردند. وی طی یک تماس تلفنی با خانواده از انتقال خود به بند ۲۰۹ زندان اوین خبر داد.[۱۰۹]
- فاطمه سپهری کنشگر سیاسی و فعال حقوق زنان در روز چهارشنبه ۳۰ شهریور ۱۴۰۱ در پی یورش مأموران امنیتی به منزل وی بازداشت و به مکان نامعلومی منتقل شد.[۱۱۰]
- آرش صادقی فعال مدنی حقوق بشر و زندانی سیاسی سابق در ۲۰ مهر ۱۴۰۱ مجدداً دستگیر شد. وی در تماس با خانواده‌اش گفته‌است که به بند ۲۰۹ اوین متعلق به وزارت اطلاعات منتقل شده‌است.[۱۱۱]
- فریده مرادخانی، فعال مدنی و خواهرزادهٔ سید علی خامنه‌ای، در روز چهارشنبه دوم آذر هنگام مراجعه به دادسرا جهت ابلاغ حکم دادگاه بازداشت و به زندان منتقل شد. وی چند ماه پیش از بازداشت، کارزاری در حمایت از زندانیان راه‌اندازی کرده‌بود.[۱۱۲]
- هیوا مسعودی فعال مدنی و زندانی سیاسی سابق در روز ۴ مهر ۱۴۰۱ از سوی اداره اطلاعات شهر سنندج در منزل خانوادگی‌اش بازداشت و مدت ۵۰ روز در سلول انفرادی در بازداشتگاه این اداره نگهداری شد.[۱۱۳] وی در روز شنبه ۲۱ آبان با قید وثیقه و به صورت موقت آزاد شد. اتهام این فعال مدنی «تبانی و اجتماع علیه امنیت ملی» و «تبلیغ علیه نظام» عنوان شده‌است.[۱۱۴]
- امین رادفر شاعر و مهندس معمار ، که در روز یکشنبه ۲۳ مهر توسط نیروهای امنیتی بازداشت و به بازداشتگاه وزارت اطلاعات (بند ۲۰۹ زندان اوین ) منتقل شد.
- حسین معصومی، فعال سیاسی و فعال دانشجویی سابق در روز یکشنبه ۱۰ مهر توسط نیروهای امنیتی بازداشت و به بازداشتگاه وزارت اطلاعات (بند ۲۰۹ زندان اوین) منتقل شد.[۱۱۵]
- ندا ناجی، کنشگر اجتماعی و فعال حقوق کارگران با یورش نیروهای حکومتی به خانه‌اش بازداشت شد.[۱۱۶]
- پوران ناظمی کنشگر سیاسی، نویسنده و شاعر در روز چهارشنبه ۲۷ مهرماه با حمله مأموران وزارت اطلاعات به خانه‌اش و بدون ارائه هیچ حکمی بازداشت شده و به سلول انفرادی بند ۲۰۹ زندان اوین منتقل شد.[۱۱۷]
- عباس هاشم‌پور، فعال کارگری و محیط زیستی، در ۷ مهرماه در شهر اشنویه توسط نیروهای امنیتی دستگیر و به مکان نامعلومی منتقل گردید.[۱۱۸]
- فائزه هاشمی، سه‌شنبه، پنجم مهرماه توسط یک نهاد امنیتی به‌دلیل آنچه که «تحریک اغتشاشگران به اعتراضات خیابانی» خوانده شده، در «شرق تهران» بازداشت شد.[۱۱۹][۱۲۰]
- بهاره هدایت فعال اصلاح‌طلب و زندانی سیاسی سابق در روز دوشنبه ۱۱ مهرماه توسط نیروهای امنیتی در تهران بازداشت شد. وی در تماسی تلفنی به خانواده خود اطلاع داد که در بازداشتگاه وزارت اطلاعات، بند ۲۰۹ اوین است و از دلیل بازداشت و اتهامات خود اطلاعی ندارد.[۱۲۱]
- فائزه عبدی‌پور و سعید سلطان‌پور، دو درویش گنابادی روز یک آذر در گرگان و کرج بازداشت شدند. عبدی‌پور فعال مدنی و دانشجوی ارشد دانشگاه مازندران است و سلطان‌پور پس از اعتراضات گلستان هفتم به مدت دو سال در فشافویه زندانی بود.[۱۲۲][۱۲۳]
- محیا واحدی، فعال حقوق کودکان و مددکار اجتماعی که در تاریخ ۲۵ دی ۱۴۰۱ توسط نیروهای امنیتی جمهوری اسلامی در خانه‌اش بازداشت شد و به زندان اوین منتقل شد.[۱۲۴]
- سجاد ایمان‌نژاد، در آذر ۱۴۰۲ به اتهام «محاربه» و «ایراد ضرب و جرح با سلاح سرد» مجموعاً به یازده سال حبس، تبعید به شهرستان ایرانشهر و پرداخت بیش از دو میلیارد و هفتصد میلیون تومان دیه به هفت مأمور حکومتی محکوم شد. این در حالی است که دست‌کم سه تن از شاکیان گفته‌اند که وی به آنها حمله نکرده‌است ولی به دلیل داشتن کارت ایثارگری نمی‌توانند رضایت بدهند.[۱۲۵][۱۲۶]
- مجید شیعه علی از فعالان دانشجویی سابق، دانشجوی ستاره‌دار و عضو نهضت آزادی ایران در روز ۲ آذر ۱۴۰۱ توسط اطلاعات سپاه مشهد بازداشت شد و مدت 78 روز در بازداشت موقت بود که ۴۰ روز از این مدت را در سلول انفرادی گذراند. در نهایت بنابر ادعای دادگاه بدوی و تجدیدنظر مشمول عفو نشد. در دادگاه بدوی مجموعا شش سال و نیم محکوم شد که در دادگاه تجدیدنظر به دو سال و نیم کاهش یافت. [۱۲۷]

## دانشجویان
برخی از دانشجویان از جمله علیرضا صابریان دبیر انجمن اسلامی علوم پزشکی دانشگاه مشهد، بردیا شکوری فرد دانشجوی اقتصاد دانشگاه تهران، مهرداد ارندان دانشجوی دانشکده اقتصاد دانشگاه علامه طباطبایی، محمدحسین شهابی‌مجد دانشگاه تهران، محمد عرب دبیر انجمن فرهنگ و تمدن اسلامی دانشگاه نوشیروانی بابل، محمد نوری دانشجوی کارشناسی ارشد اقتصاد دانشگاه تهران، بهروز شیربیگی دانشجوی کارشناسی جامعه‌شناسی دانشگاه علامه طباطبایی و فرهاد شجاع‌حیدری دانشجوی کارشناسی ارشد مددکاری اجتماعی از نخستین بازداشت‌شدگان دانشجویی در روزهای نخست بودند.

### ۶ آبان
جمشید الهیان دانشجوی پرستاری، آذرخش بابادی دانشجوی رشتهٔ علوم آزمایشگاهی، کریم جمعی دانشجوی علوم آزمایشگاهی دانشگاه جندی‌شاپور اهواز توسط نیروهای امنیتی در خوابگاه صدف مربوط به این دانشگاه، توسط نیروهای امنیتی جمهوری اسلامی بازداشت شدند. علیرضا پورصفر، فعال دانشجویی و دانشجوی هوافضا ورودی ۱۳۹۶ دانشگاه خواجه نصیر توسط نیروهای امنیتی در منزل شخصی خود بازداشت شد، مأموران با تفتیش منزل او برخی از لوازم شخصی وی را ضبط کردند.
ایلیا تابعی، دانشجوی مهندسی مواد در دانشگاه علم و صنعت و فعال دانشجویی نیز در منزل شخصی خود توسط نیروهای امنیتی دستگیر شد.

### ۹ آبان
نیروهای امنیتی سه دانشجوی دانشگاه شیراز به نام‌های محمد صفری، مهدی فریدونی و علیرضا نویدگویی را در ارتباط با اعتراضات سراسری، دستگیر و به مکان نامعلومی منتقل کردند.

## وکیلان
- با تجمع مسالمت‌آمیز در مقابل کانون وکلای دادگستری مرکز در حمایت از معترضان و بازداشت شدگان حوادث اخیر به‌پا خواستند. اما تجمع مسالمت‌آمیز وکلا با گاز اشک‌آور متفرق شد و تعدادی از وکلای دادگستری نیز بازداشت شدند.[۱۳۲]

اسامی وکلای بازداشتی به این قرار است: بابک پاک‌نیا (تهران)، سینا یوسفی (تبریز)، قاسم بعدی (تبریز)، امیر مهدی‌پور (تبریز)، نگین کیانی (تبریز)، نازنین سالاری (شیراز)، بهاره صحراییان جهرمی (شیراز)، محمود طراوت‌روی (شیراز)، قدسیه قدس‌بین (شیراز)، علی‌رضا زارع (شیراز)، آستاره انصاری (شیراز)، مهدی صفری (شیراز)، محمدهادی جعفرپور (شیراز).
- حسن اسدی زیدآبادی، حقوق‌دان، وکیل دادگستری و عضو شورای مرکزی سازمان دانش آموختگان ایران، در ۲۵ آبان توسط سازمان اطلاعات سپاه در منزل شخصیش بازداشت شد.[۱۳۴][۱۳۵]
- آرش کیخسروی، وکیل دادگستری و فعال سیاسی، در روز ۸ آبان توسط نیروهای امنیتی در تهران بازداشت شد. به گزارش آزیتا کیخسروی خواهر این وکیل دادگستری، بازداشت وی با تفتیش منزل و ضبط برخی لوازم شخصیش همراه بوده‌است. تاکنون از دلایل بازداشت و محل نگهداری وی اطلاعی در دست نیست.[۱۳۶]
- مصطفی نیلی، وکیل دادگستری که وکالت بسیاری از فعالان مدنی و سیاسی و همچنین شماری از معترضان را بر عهده داشته‌است، در روز دوشنبه ۱۶ آبان به دست نیروهای سازمان اطلاعات سپاه پاسداران بازداشت شد.[۱۳۳]
- محمدعلی کامفیروزی، وکیل دادگستری که وکالت تعدادی از فعالان دانشجویی و سیاسی و همچنین شماری از زندانیان را بر عهده داشته‌است، در روز چهارشنبه ۲۳ آذر بدون رعایت تشریفات قانونی و صدور اخطاریه یا احضاریه بازداشت شد.[۱۳۷]

## فعالان حوزه آی‌تی و آزادی اینترنت
با شروع موج بازداشت‌ها، برخی فعالان حوزه آی‌تی و حقوق دیجیتال که در گذشته در مخالفت با طرح صیانت و اختلال‌های گسترده اینترنت موضع‌گیری کرده بودند نیز دستگیر شدند.
- جادی میرمیرانی، برنامه‌نویس و فعال حوزهٔ آی‌تی و تکنولوژی و از مخالفان طرح صیانت که در توییتر با نام «جادی» شناخته می‌شد، توسط مأموران امنیتی با تهدید و ارعاب بازداشت شد.[۱۴۱][۱۴۲]
- میلاد نوری، برنامه‌نویس و فعال حوزهٔ آی‌تی و از مخالفان طرح صیانت[۱۴۳][۱۴۴]
- عادل طالبی، فعال صنفی کسب‌وکارهای آنلاین ایرانی و دبیر انجمن صنفی کسب و کارهای اینترنتی و از مخالفان طرح صیانت در تهران بازداشت شد.[۱۴۳]
- محسن طهماسبی، برنامه‌نویس و مدافع آزادی اینترنت و از مخالفان طرح صیانت در شهر شیراز توسط مأموران امنیتی بازداشت شد.[۱۴۳][۱۴۵]
- حسین درواری، برنامه‌نویس و کارشناس امنیت که در تاریخ ۱۱ مهر ۱۴۰۱ در منزل پدری خود در شمال ایران بازداشت شد.[۱۴۴][۱۴۵]
- آرین اقبال، برنامه‌نویس، فعال حقوق دیجیتال و مدافع آزادی اینترنت توسط مأموران امنیتی در ۱۳ مهر ۱۴۰۱ تهران بازداشت شد.[۱۴۴][۱۴۵]
- فراز پرتوی، مدیر ارشد امنیت شبکه و تحلیل داده ایرانسل[۱۴۶]
- ممیثم رجبی، مدیرعامل رادین[۱۴۳]
- ضیا صدر، فعال حوزه رمزارزها[۱۴۳]

## شاعران و نویسندگان
- مونا برزویی، شاعر و ترانه‌سرا به جرم «تشویق به اغتشاش و هم‌صدایی با دشمن» بازداشت شد. برزویی پیش از این با انتشار شعر و پست‌هایی در فضای مجازی به سرکوب مردم ایران اعتراض کرده بود.[۴۷][۱۴۷][۱۴۸][۱۴۹]
- آتفه چهارمحالیان، شاعر و عضو سابق هیئت دبیران کانون نویسندگان ایران، در روز ۱۱ مهر توسط نیروهای امنیتی بازداشت شد[۱۵۰] و در بند ۲۰۹ زندان اوین محبوس شده‌است. بیش از ۵۰۰ نویسنده، هنرمند و کنشگر ایرانی با امضای بیانیه‌ای بازداشت این شاعر و کنشگر مدنی را محکوم کردند و خواستار آزادی او و دیگر زندانیان عقیدتی «در اسرع وقت و بدون هیچ قیدوشرطی» شدند.[۱۵۱]
- سید نوید سیدعلی‌اکبر، نویسنده و مترجم حوزهٔ کودک و نوجوان، در روز ۲۴ مهرماه سال ۱۴۰۱ توسط نیروهای امنیتی بازداشت و به زندان اوین منتقل شد. مأموران در زمان بازداشت ضمن تفتیش منزل وی شماری از وسایل شخصی و دیجیتال وی و همسرش را ضبط کرده و با خود بردند.[۱۵۲] وی یکی از امضاکنندگان «بیانیه دوم گروهی از فعالان ادبیات و هنر کودک و نوجوان» در ایران در واکنش به سرکوب اعتراضات و کشتن نوجوانان بود.[۱۵۲]
- نصیبه نامی‌فر، شاعر و فعال ادبی، در روز جمعه ۲۹ مهر ماه ۱۴۰۱ در شهرستان گچساران از توابع استان کهگیلویه و بویراحمد توسط نیروهای امنیتی بازداشت و به مکان نامعلومی منتقل شد.[۱۵۳]
- سعید هلیچی، شاعر و مترجم اهل اهواز، در شامگاه ۲۷ مهرماه با یورش مأموران امنیتی به منزل خانوادگیش و ایجاد رعب و وحشت برای اهالی خانه، تفتیش منزل و ضبط برخی وسایل شخصیش بازداشت و به مکانی نامعلوم منتقل گردید. هلیچی پیش از این به دلیل اطلاع‌رسانی مداوم و انتشار گزارش‌های تصویری از ساحل‌سازی کارون و کم عرض کردن عمدی رودخانه بارها توسط نهادهای امنیتی احضار و به بازداشت تهدید شده بود.[۱۵۴]
- عباس عالی پوران، نویسنده و شاعر اهل ایذه در ۲۴ مهرماه در خیابان اصلی توسط پهپاد های سپاه شناسایی شده بود روز بعد در همان مکان دستگیر شد.[۱۵۵]
- بهروز یاسمی، شاعر کرد اهل ایوان در صبح ۲۵ مهرماه در محل کارش توسط نیروهای امنیتی دستگیر شد و همان شب با خانواده‌اش تماس گرفته و اعلام کرد که در زندان اوین است.[۱۵۶]

## فرهنگیان و استادان دانشگاه
- اولدوز هاشمی، معلم و عضو انجمن صنفی معلمان استان البرز-کرج [137]
- سوران (اسکندر) لطفی، معلم و سخنگوی شورای هماهنگی تشکل‌های صنفی فرهنگیان ایران، در صبح روز ۱۶ مهر ۱۴۰۱ با شکستن در و پنجره و ورود مأموران امنیتی به منزلش بازداشت شد.[۱۵۷]
- فاطمه مشهدی عباس، دکتر دندان‌پزشک و استاد تمام دانشگاه شهید بهشتی، در روز ۲۷ مهر توسط نیروهای امنیتی دستگیر و به زندان اوین منتقل شد. بیش از ۵۰۰ دندان‌پزشک در ایران با امضای بیانیه‌ای خواهان آزادی «فوری» و «بی‌قید و شرط» وی شدند.[۱۵۸]
- مسعود نیکخواه، معلم و عضو انجمن صنفی معلمان کردستان-مریوان[۱۵۷]
- داریوش فرهود، پدر علم ژنتیک ایران، در صبح روز ۸ آبان ۱۴۰۱ از در منزلش ربوده شد.[۱۵۹]
- شمسی عباس‌علی‌زاده، دکتر و استاد گروه زنان دانشگاه علوم پزشکی تبریز، در حکمی از حضور در دانشگاه و فعالیت‌های آموزشی منع شد. دلیل این حکم، پشتیبانی عباس‌علی‌زاده از دانشجویان و اعتراضاتشان و نیز حضور در تجمع پس از درگذشت آیلار حقی است.[۱۶۰]

## واکنش‌ها
بیش از ۲۰۰ استاد از دانشگاه‌های مختلف در ایران با انتشار بیانیه‌ای در روز پنج‌شنبه ۷ مهر ۱۴۰۱ سرکوب و بازداشت دانشجویان را محکوم کرده و از سایر استادان دعوت کردند به بازداشت گسترده دانشجویان در اعتراض‌های جاری واکنش نشان دهند. استادان دانشگاه نوشته‌اند: «در فضای فعلی به باور ما، اعتراض دانشجویان به ظلم و رویه‌های غلط ساختاری، نشان‌دهندهٔ تعهد اخلاقی، پویایی فضای دانشگاه و وفاداری دانشجویان به آرمان‌های گرانقدری چون ظلم‌ستیزی و عدالت‌خواهی و آزادی‌خواهی است.»
صدها فعال حوزه ادبیات کودک و نوجوان در ایران با انتشار بیانیه‌ای در روز پنج‌شنبه ۷ مهر ۱۴۰۱ بازداشت نوجوانان معترض و حضور کودکان در واحدهای ویژه سرکوب اعتراض‌ها را محکوم کردند.
این روزها در میان مردم خشمگین و دادخواهی که در اعتراض به کشته شدن مهسا امینی به خیابان آمده‌اند، نوجوانان به جان‌آمده‌ای نیز هستند که به امید مشترک رقم زدن آینده‌ای روشن و عاری از بی‌عدالتی و جبر و سرکوب به اعتراضات پیوسته‌اند.» در ادامه این بیانیه با اشاره به مفاد پیمان‌نامه جهانی حقوق کودک و قانون حمایت از اطفال و نوجوانان در ایران آمده‌است: «پاسخ هیچ معترضی به‌ویژه معترض نوجوان گلوله و جای او در زندان نیست.— فعالان حوزه ادبیات کودک، رادیو فردا
جورجا ملونی، نخست‌وزیر ایتالیا، با حمایت از اعتراضات مردمی در ایران در توییتر نوشت: «پس از مرگ مهسا امینی، قیام قهرمانانه زنان ایرانی علیه آیت‌الله‌ها ادامه دارد. ده‌ها کشته و صدها بازداشت در میان فعالان، وکلا و روزنامه‌نگاران وجود دارد.»

### اعتصاب دانشجویان
اعتصابات سراسری دانشجویان در پی اعتراضات سراسری از ۴ مهر ۱۴۰۱ آغاز شد. در این اعتراضات تعداد زیادی از دانشجویان در تجمع‌ها، خوابگاه‌ها یا حتی خانه‌های خود از سوی نیروهای امنیتی بازداشت شدند. دانشجویان چند دانشگاه ایران اعلام کرده‌اند که در اعتراض به برخوردهای امنیتی با دانشجویان، بازداشت دانشجویان معترض و همچنین مجازی شدن آموزش، از شرکت در کلاس‌های درس خودداری می‌کنند. در پی اعتراضات و اعتصاب دانشجویان دانشگاه‌های سراسر ایران، تعدادی از استادان دانشگاه نیز با خودداری از شرکت در کلاس‌ها به دانشجویان معترض پیوستند و تعدادی نیز استعفا کردند.